# الرابطة الوطنية للقوارب المجتمعية
الجمعية الوطنية لقوارب المجتمع (NCBA) هي جمعية للممرات المائية، وهي جمعية خيرية مسجلة برقم 1108993 وشركة محدودة برقم 5331820، في المملكة المتحدة.
تدعم الجمعية مشاريع القوارب المجتمعية، وتشجع المزيد من الأشخاص على الوصول إلى الممرات المائية الداخلية في المملكة المتحدة. يقع مقرها الرئيسي في متحف يوركشاير للممرات المائية في جول. وقد عقدت الرابطة الوطنية لمعلمي الرياضيات مؤتمرًا وطنيًا في نهاية عام 2008.

## المنظمات الأعضاء
تضم الجمعية أكثر من 100 مشروع قوارب مجتمعية في جميع أنحاء المملكة المتحدة.
تدير المنظمات الأعضاء في الجمعية الوطنية لقوارب المجتمع قوارب مصممة ومجهزة خصيصًا لتلبية احتياجات الأشخاص ذوي الإعاقة، وصعوبات التعلم، والإعاقات التعلمية، والمجموعات المحرومة، والأشخاص ذوي الاحتياجات الخاصة، وأشخاص من جميع الأعمار.
وتنقل هذه المنظمات ما يُقدّر بنحو 250 ألف مسافر سنويًا من الفئات المذكورة أعلاه.

## قائمة العضوية
- جمعية القوارب المجهزة لذوي الاحتياجات الخاصة، هامبشاير.
- مشروع سفينة آدم، دونكاستر.
- صندوق قوارب قناة مجتمع أنجيل، موقع الويب الخاص بـ London ACCT.
- موقع Baldwin Boat Trust، ليستر.
- دليل BDN لمقاطعات Narrowboat، برمنغهام ، ويست ميدلاندز.
- موقع مستوطنة بيوتشامب لودج، لندن.
- قسم خدمات الشباب بمجلس مدينة برمنغهام.
- موقع جمعية زوارق برادفورد الخارجية، غرب يوركشاير.
- جمعية برنت بلاي، ويمبلي.
- صندوق شباب بروملي ، كينت.
- موقع جمعية قنوات كامدن والقوارب الضيقة CCNA.

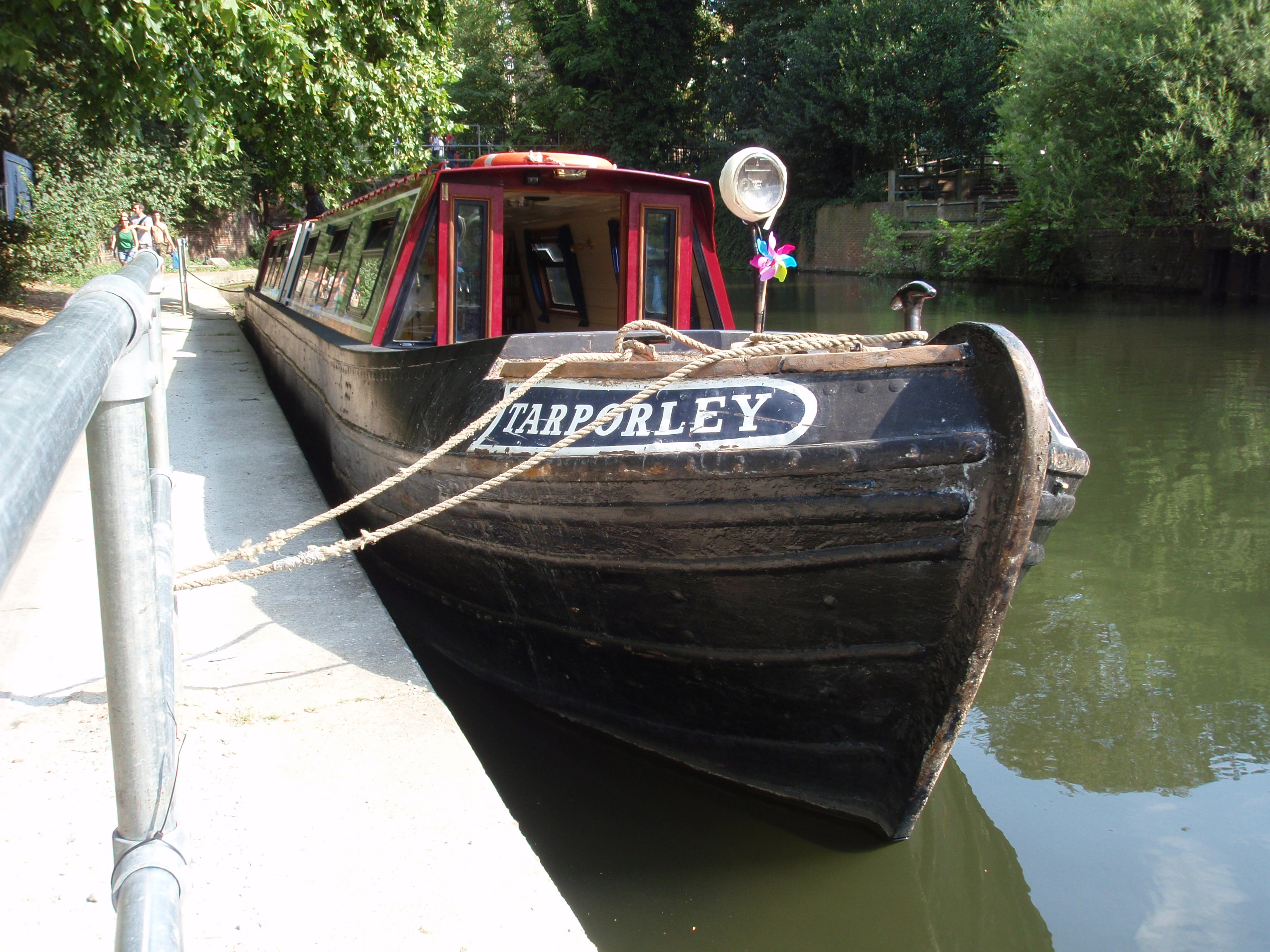
القارب الضيق التاريخي التابع لشركة CCNA "Tarporley"

## التدريب لمشغلي القوارب المجتمعية
كما تقدم الجمعية الوطنية لقوارب المجتمع تدريبًا خاصًا بإدارة القوارب المجتمعية.
شهادة إدارة القوارب المجتمعية هي دورة معتمدة على المستوى الوطني لقائدي القوارب وأعضاء الطاقم الذين يعملون مع الشباب أو كبار السن أو المحرومين أو الأشخاص ذوي الإعاقة، وذلك في المياه من الفئة (أ) أو (ب).
الدورات الأخرى تشمل: أساسيات التعامل مع القوارب، دورة الطاقم الكاملة، مشرف التدريب الإقليمي، المدرب الأول، اعتماد تدريب CCBM، إضافة إلى وحدات الدورات الإضافية.

## العمل مع المجرمين والشباب
تدير NCBA مشروعين خاصين:
- Y-AFLOAT – إشراك الشباب في رياضة القوارب المجتمعية.
- مشروع السجون – تسهيل لمّ شمل المجرمين مع عائلاتهم.

منحت وزارة التعليم والمهارات التابعة للحكومة البريطانية الجمعية الوطنية لقوارب المجتمع منحة NVYO بقيمة 123,990 جنيهًا إسترلينيًا للعمل مع الشباب.

## الروابط الخارجية
- الموقع الإلكتروني للجمعية الوطنية لقوارب المجتمع
- الموقع الخاص بهيئة الممرات المائية البريطانية: قائمة بالجمعية الوطنية للقوارب المجتمعية
- الاتحاد الأوروبي - NCBA شريك في مشروع "Eureauweb" التابع للاتحاد الأوروبي، وهو جزء من خدمة تطوير السياحة في الممرات المائية الأوروبية